# Surinaamse Vereniging van IT Professionals
De Surinaamse Vereniging van IT Professionals (SVI) is een Surinaamse vakvereniging voor de IT-sector.
In juni 2013 organiseerde het samen met de ICT Associatie Suriname (ICT-AS) voor het eerst in Paramaribo een internationale IT Summit. De IT Summit, met deelnemers uit Nederland, de Verenigde Staten en de Cariben, werd in de jaren 2014, 2015 en 2016 herhaald. Tijdens de conferenties kwamen ontwikkelingen, trends en mogelijkheden aan de orde.
De vereniging geeft daarnaast informatiebijeenkomsten op IT-gebied, zoals in het Surinaamsch Rumhuis. Sinds 2012 geeft het lezingen over IT-onderwerpen tijdens ondernemersbijeenkomsten van de Surinaamse Kamer van Koophandel  en Fabrieken. Hierin werkt het geregeld samen met de ICT-AS.